# Portrait d'une jeune femme à l'éventail
Portrait d'une jeune femme à l'éventail est un portrait peint à l'huile sur toile en 1633 par Rembrandt. Il appartient à la collection du Metropolitan Museum of Art de New York.

## Description
Rembrandt a réalisé ce tableau comme pendant au Portrait d'un homme se levant de son siège (conservé au Taft Museum of Art à Cincinnati), probablement comme pendant de mariage. Seules quelques paires de portraits suspendus de Rembrandt ont survécu. Cette moitié de la paire est entrée dans la collection via le legs Helen Swift Neilson en 1945.
Cette peinture a été documentée par l'historien néerlandais de l'art Hofstede de Groot en 1914, qui a écrit :

« 881. UNE JEUNE FEMME AVEC UN ÉVENTAIL. Bode 253; Dutuit. 285 ; Wurzbach. 217 ; B.-HdG. 101. longueur trois quarts ; grandeur nature. Elle est assise, vue de face, dans un fauteuil, et regard devant. Elle tient sa main droite, saisissant un éventail de plumes noires par sa chaîne d'or, sur sa poitrine; sa main gauche repose sur une table à côté d'elle à droite. Elle porte une robe en soie noire avec des manches bouffantes et coupées, un triple col en dentelle ajusté et des poignets en dentelle. Autour de son cou est un double collier de perles ; aux deux bras, des colliers de perles et un bracelet de rubis ; il y a des perles dans ses oreilles. Elle a les cheveux bouclés blonds ternes et un teint frais. La lumière tombe du premier plan à gauche. 
Peint vers 1633. [Peut-être pendant à 736.] 
Toile, 50 1/2 pouces par 40 pouces. 
Mentionné par Bode, p. 459 ; Dutuit, p. 46 ; Michel, p. 559 [433]. Exposé à la British Institution, Londres, 1822, n° 13 ; à la Royal Academy Winter Exhibition, Londres, 1899, n° 55. Dans la collection de Lord Leconfield, Petworth »

— in Hofstede de Groot, 1914.
Le tableau a été inclus dans la plupart des catalogues de Rembrandt du XXe siècle, et le projet de recherche Rembrandt est d'accord avec le jumelage de ce tableau par Hofstede de Groot avec le portrait du musée Taft. Selon Walter Liedtke, les traits de cette femme ressemblent beaucoup à un autre portrait conservé au Musée des Beaux-Arts de Houston.

Détails.
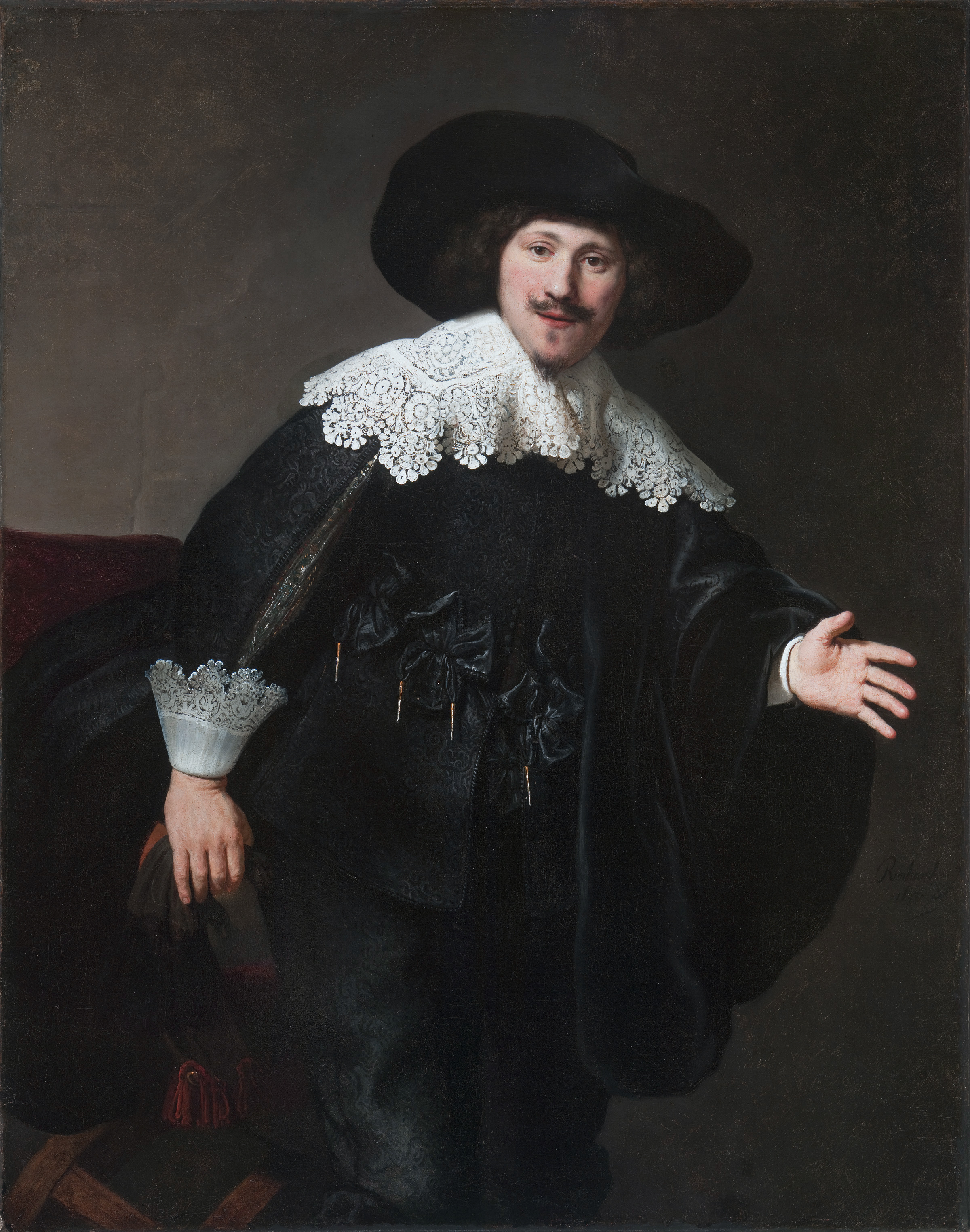
Le portrait de l'homme (à gauche).
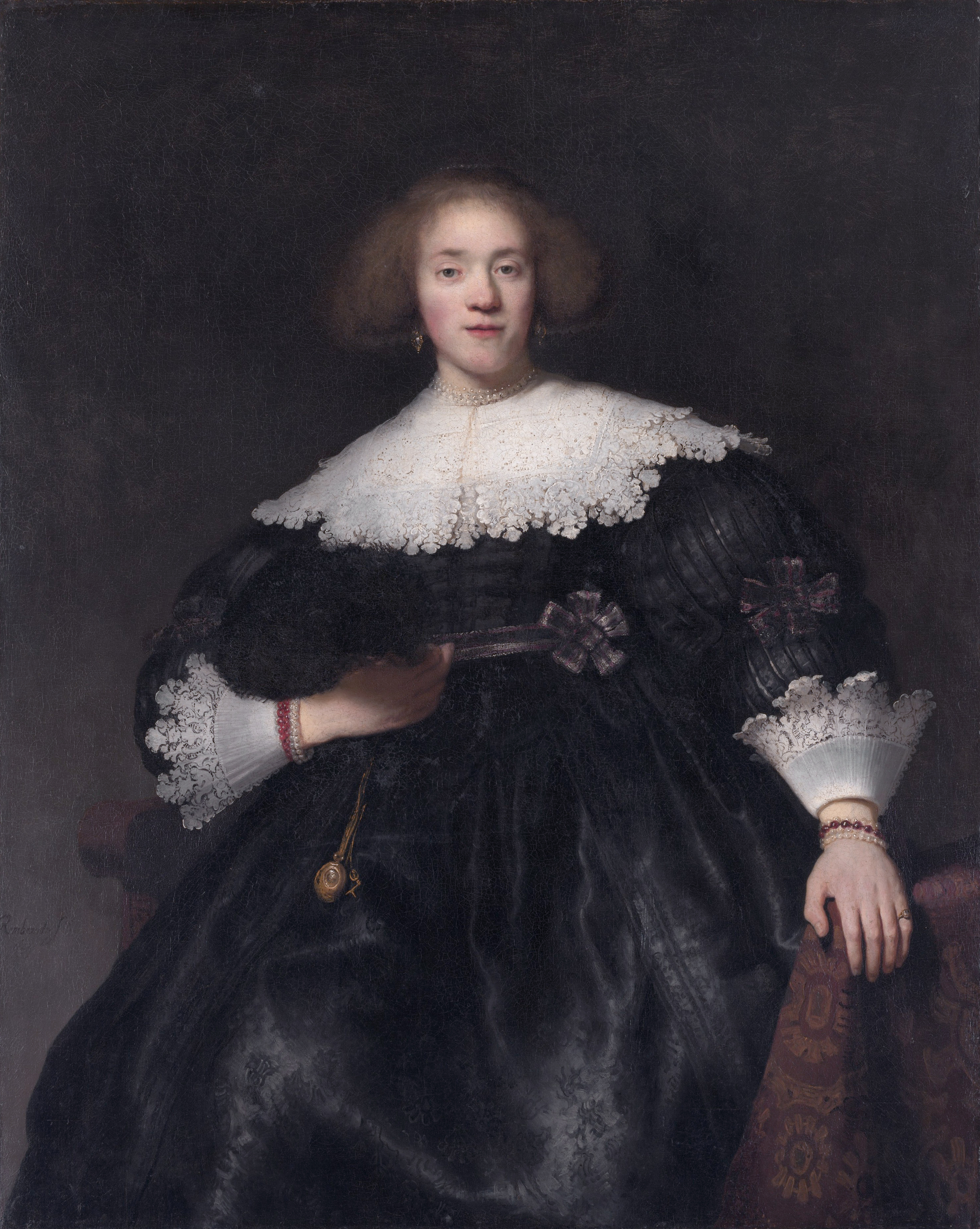
Le portrait de la femme (à droite).
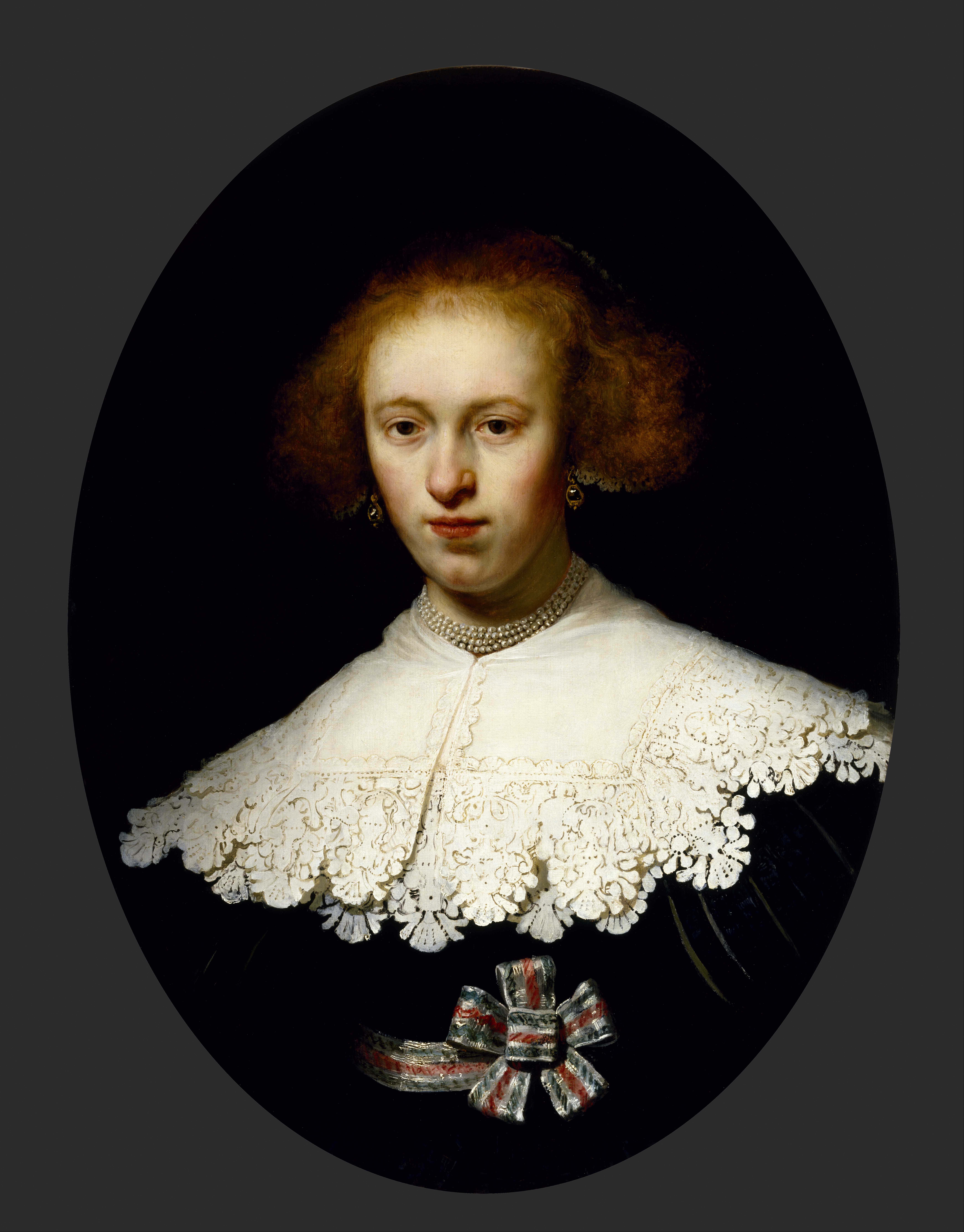
Peinture de Houston (pendant inconnu).